# 春运

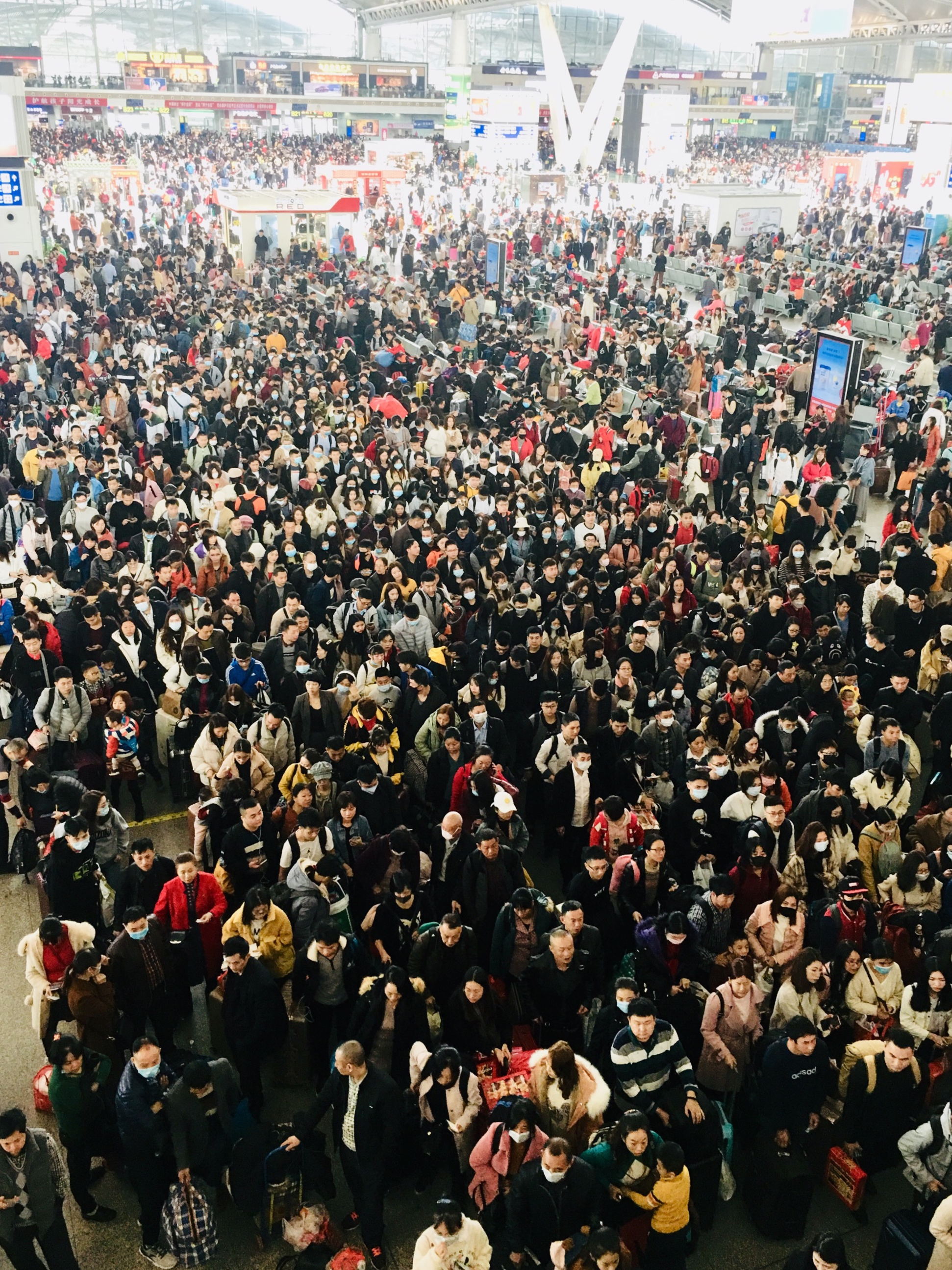
2020年春运时期的广州南站候车大厅

春运，即“春节期间的交通运输”，是中国大陆在农历春节前后发生的一种大规模的高交通运输压力及堵塞的现象，一般发生在春节节前15天及节后25天左右，在此期间，民众返乡和外出活动增加，全国旅客数量持续上升，探亲流、学生流、民工流、旅游流叠加，出现交通拥挤状况。中国中央电视台形容春运为“全球罕见的人口流动现象”，也號稱是「地表最大規模人口遷徙」。
1980年“春运”一词开始出现在官方媒体《人民日报》及新华社通讯稿的报道中，八十年代后被媒体及民众广泛应用。从1983年起，春节旅客运输工作由“铁道部统一协调，省、市、自治区及解放军协助”变为“铁路、道路、水路、航空分工协作，全社会支持”，春运正式成为“全国性、大交通春运”。
此外與中國大陸有同樣過春節習俗的韓國與台灣也有全國大範圍的返鄉過春節現象，其中韩国人将每年的春运称为“民族大移动”。

## 历史
在20世纪50年代，春节运输问题就已引起了社会广泛关注。1953年2月8日，《人民日报》首次出现“春节客运”的相关报道。1954年，国家首次明确春运时间为春节前后一个月，确定了“由铁道部统一指挥协调，必要时请党中央、国务院要求各省、市、自治区及解放军协助”，春运组织上升到了整个铁路系统层面，铁道部成立了春节旅客输送办公室，昼夜值班，此举被视为春运的开端，各地纷纷成立春节旅客运送委员会，承担起春节期间客运的调度指挥和安全保卫工作，当年春运旅客运量为2300多万人次。
1957年1月7日，《人民日报》应时任铁道部副部长吕正操“希望就客运紧张情况写个评论，为铁道部做些解释工作”，发表社论《春节期间的交通问题》，社论提到当时的春节交通情况，“根据近几年的资料统计，春节前后的一个月，全国铁路的旅客比平常增加30%，长江航线和宁波以北海上航线的旅客比平常增加20%至35%，全国公路的旅客比平常增加40%至50%。特别是去年春节过后，旅客数量不仅没有减少，反而持续上升，出现了旅客运输的拥挤状况。”并提出几点解决问题的设想，“第一，春节期间能不回家的，最好不要回家；第二，各单位要把春节期间旅客的启程日期尽量错开；第三，买到车票、船票的，要体谅春节期间运输部门的困难，忍受旅途中的若干不便。”国务院第一次专就做好春运工作发出指示，企业、学校动员职工、学生，能早走的早走，能晚走的晚走，能不走的不走。军人在春节期间不外出旅行，不和群众争购车票。
1980年，中国全面恢复春节休假制度，春节运输客流猛增。1980年1月11日，《人民日报》转发《人民铁道》报道：“铁道部决定全路在春运期间增开临时长途客车24对，临时短途客车228对，共252对，比去年春运期间增加30对。”这是现在意义上的“春运”一词第一次出现在《人民日报》上。1980年12月18日，新华社电讯稿第一次用了“春运”的字样。1981年3月10日《人民日报》刊登报道“铁路春运效率高秩序好 两个月运客1.21亿人次”，“春运”两字正式出现在《人民日报》的标题上。
1983年，春运范围再次提升，春运工作领导权从铁道部上升至国务院及各部委，成为国家层面上的大事。
1986年春运，铁路开始打击票贩子和黄牛党。
1987年春运迎来了历史上第一个民工潮春运，铁路旅客已近1.3亿人次，民工潮从广州火车站爆发，并于1988年席卷全国，最终发展为春运的另一个代名词。
1988年，春运期限为1月18日至3月20日，共63天，成为春运史上时间最长的一年。
1993年，为调节民工潮，铁路部门尝试在春运期间对乘火车进出外来务工者集中的广东省的乘客实行浮动加价，随着外出务工人员跨地区流动规模不断扩大，1995年春运浮动票价的实施范围扩大至上海、北京、成都、郑州、济南、柳州、广州7个铁路局，后于1996年暂停。1999年，春运火车票价格恢复上浮制度，在一定程度上发挥了对客流“削峰平谷”的作用，但是社会公众对此项政策的争议也一直不断。2007年，铁道部宣布铁路春运火车票价格不再实行上浮制度，历经十余年的春运火车票浮动票价制度在2007年结束。
2020年春运期间爆发冠状病毒病疫情，由于全国大规模实行隔离、停工停学及交通管制，节后未出现返程客流高峰，为春运40年来首次，出行人数与2019年春运相比亦大幅度下降。在2021、2022年，由于疫情防控尚未解除，各地提倡“就地过年”，春运旅客总量连续创下近三十年来的新低。
2023年，在中國政府優化防疫政策後，交通運輸部預計今年春運客流量將達到約20億9500萬人次，較去年同期增長99.5%，恢復到疫情前2019年約70%，成為自2020年自今最大規模的人員流動。

## 起因

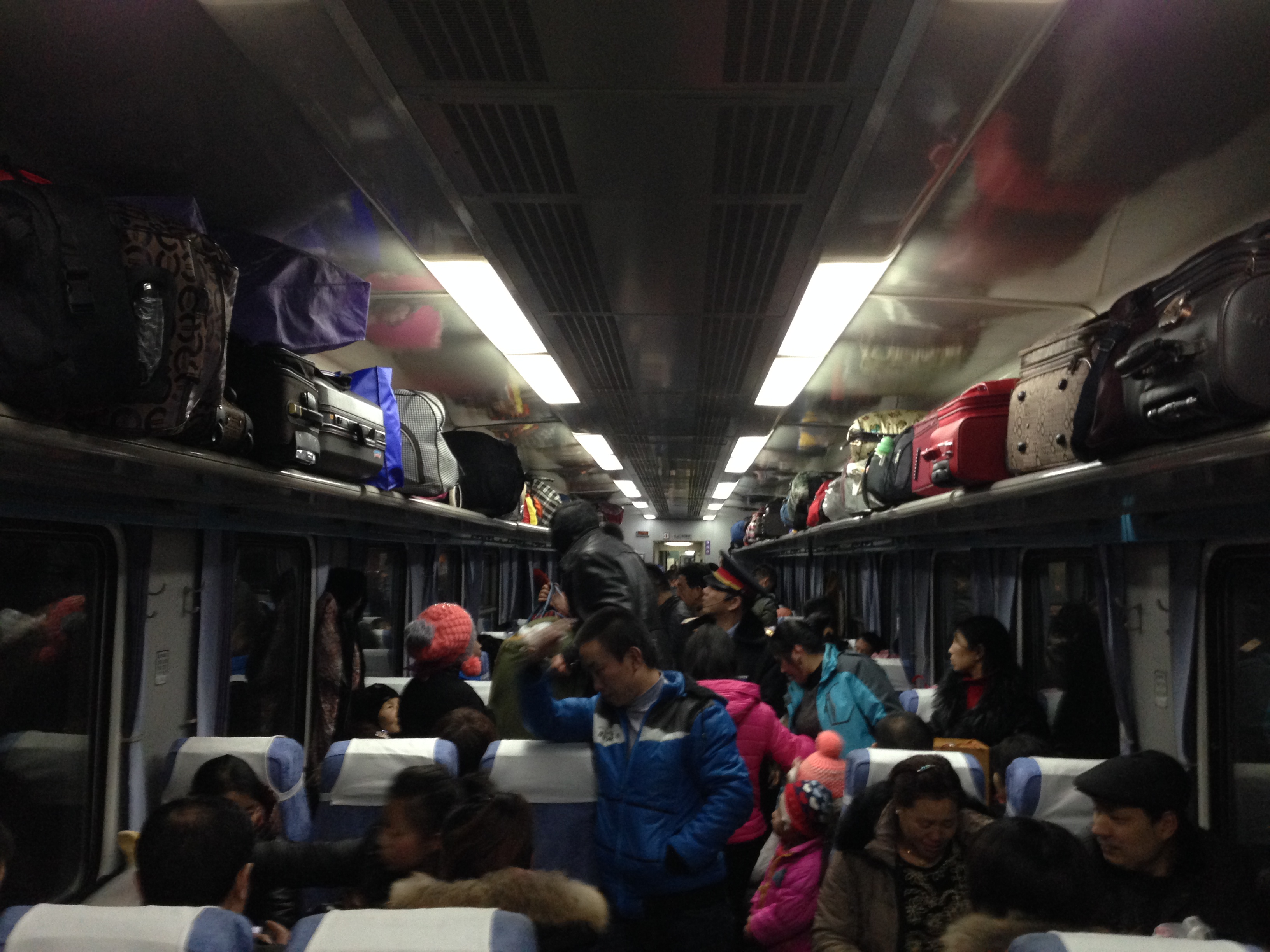
春运时期列車普遍出現超員情況，圖為K680次列车硬座車廂，該列车正由石河子站开往西安站。

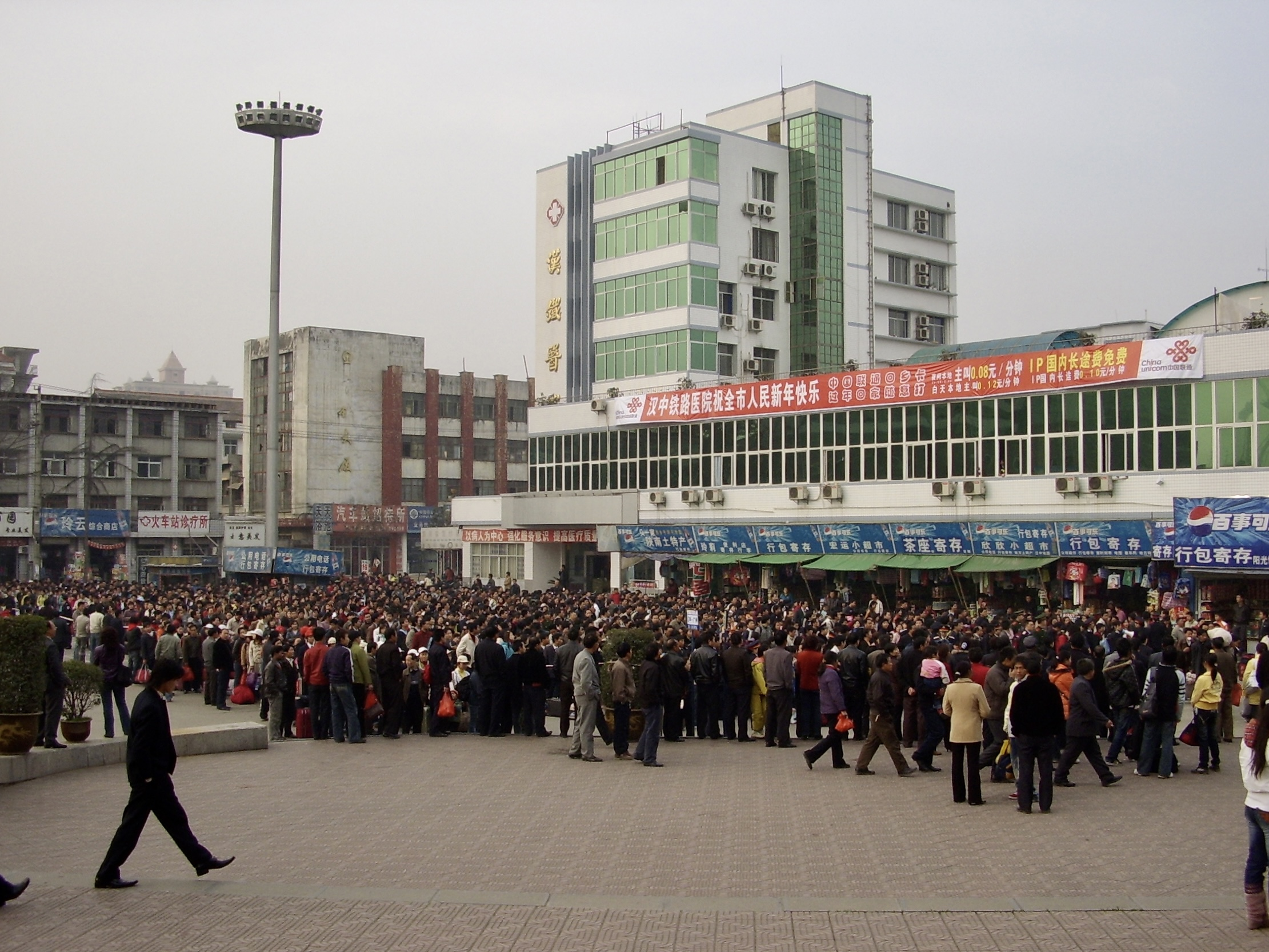
2007年春运期间的汉中市火车站站前广场，排队候车的乘客。

一般意义上的春运，是指中国大陆的省际、省内交通，不包括中國大陸与港澳间交通、海峡两岸间交通以及国际交通。口语中的「春运」有两个含义，一是指春节前后的运输现象，二是「春运期间」的简称。
春运的产生主要来自中国人的传统观念及中国内陆地区与沿海地区发展的不平衡导致的社会人力大量流动的情况。在中国，春节是一年中最重要的节日，是一年的开始，无论离家人有多远，一般人都要尽量在除夕时与家人团聚，共度新春。自改革开放以来，中国政府开始鼓励自主就业，并且對於人员流动的限制也开始松动。因此有非常多的人从经济欠发达的地区到经济较发达地区就业，造成了人力的大量流动。这些离开家去外地就业的人员在春节前后集中返乡过年，即成为春运运输的主要人群。此外，这段时间是高等院校放寒假时期，多数学校在春节前两到三周开始放假，在正月十五左右开学，因此在外地就读的学生返家也构成了春运运输的另一主要人群。
春運的節後運輸安排由每年正月初四開始，民工返回工作崗位。隨著2008年開始新實施的節假日安排，以及不少民工擔心在經濟發達地區尋找工作日益困難，節後返回工作崗位或就業地區的時間較以前為早，有的人初三已經離鄉。
同时，春节期间也是一年中的几个长假之一，部分人会选择在春节中间的时间旅游。运输旅游人群雖然跟春运尖峰时间不同，但也加重了运输系统的壓力。
春运发生的另外一个原因，是已建成的交通网络不能完全满足交通需求。为此，中国政府也制定了诸如《中长期铁路网规划》等计划，来缓解运力不足的问题。随着中国高铁网的不断完善，春运问题得到了一定的缓解，例如2018年初渝贵铁路的开通极大缓解了春运时期珠三角往川渝方向长久以来的购票难问题。
春运规模之大，以致中国大陆交通难以承受，为了解决春运问题，中国政府每年都要提前部署，但仍无法满足春运要求。例如1995年春运，中华人民共和国国务院曾规定，民工使用单位要将不少于60％的民工留在当地过节、民工输入地区春节后一个月内一律暂停招收外地新民工等，但仍无法缓解春运压力及其带来的社会问题。有学者认为，造成这一现象的深层次原因在于，中国经济发展的极度不衡及教育资源分配过于集中。与此相关的有东西部差距、城乡差距及剩余劳动力等问题。也有人认为，春运产生的原因是铁路运输票价过低，导致长距离劳务输出增多。

## 交通特点
- 城际交通压力剧增，城市交通与国际交通没有明显变化。
- 交通压力主要集中在陆路运输，铁路部门在20世纪80年代至1998年间更一度使用棚车运输返乡旅客[17]；航空也有一些压力，但由于受到价格等因素制约，压力增长有限；河运与海运因可及範圍及安全等方面，压力增长極為有限。
- 春运交通压力有明显的时间性和方向性。一般在春节前压力主要集中在从较发达地区到欠发达地区，从周边城市到旅游景点的路线上；除夕、正月初一、初二这几天的春运压力较小；春节后运输压力转移到在从欠发达地区到发达地区，从旅游景点到周边城市的路线上。铁路部门因此有“节前看广州、节后看成都”的说法。

## 相关问题
作为一种超大规模的人口集中流动，在春运过程中，衍生有其他问题。

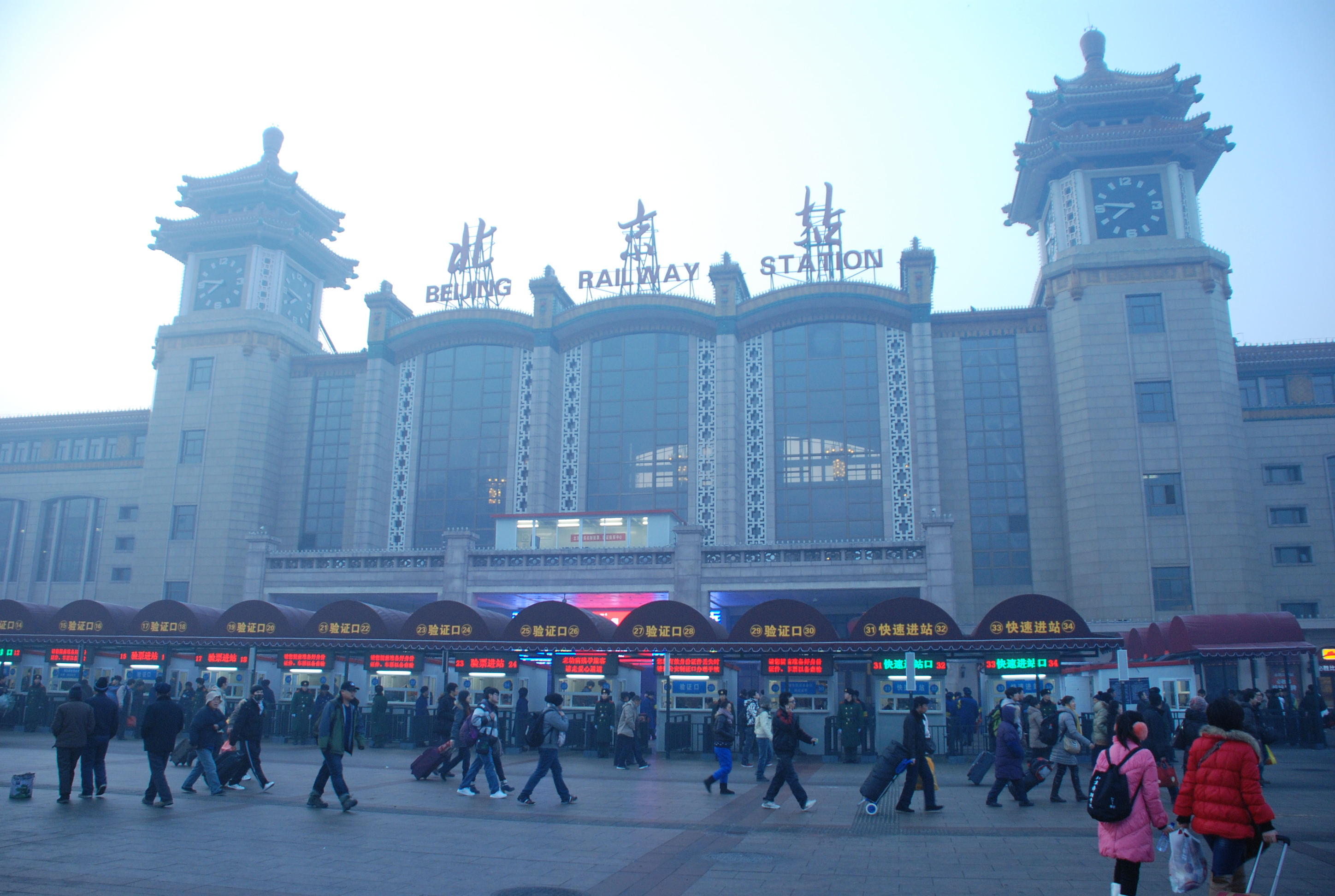
春运時期火車站加強管理，圖為2012年春运中的北京站。

### 价格
春运期间，飞机、汽车票价格几乎全面上涨。有人认为，春运期间票价上扬是因为一个时期内的供不应求造成的，符合市场规律，是可以理解的。持反对观点的人认为，飞机票及火车票价上涨，与行业垄断有关。特别是铁路，在绝大多数线路上都只有一个企业（即中国国家铁路集团公司，原为铁道部）在运营，在淡季的时候并没有降价，说明火车票根本不是根据市场变化而变化的，因此春运期间的涨价应该被视为是一种垄断行为。而不少人也认为，春运铁路、公路票价上涨对收入较低的人群影响更大，因为他们基本不可能选择搭乘飞机，而年复一年的春节无法回家，可能会形成一些其他的社会问题。
2007年铁道部宣布火车票价不再上浮，随即引起社会广泛的关注。但之后中国铁路总公司在春运和节假日高峰期逐渐采取区间限售车票措施，有批评其为变相恢复火车票春运涨价。

### 火车票区间限售
春运期间以及节假日小长假高峰期，为保证热门线路重点城市票额充足，各铁路集团公司往往对开行的旅客列车采取区间限售措施，经停重点车站的车票票额往往远远大于过路站的票额，甚至直接自始发站限售到终点站，中途停靠站点不留票额或提前1-3天才将车票放出，而多数旅客因生活安排等原因，无法等待至旅行前才临时买票，而被迫提前购买更长途车票，即所谓“买长坐短”。例如春运时期经由贵广高速铁路、西成高速铁路、成渝高速铁路运行的长途高铁列车，中途的大部分非枢纽市级、县级站点极难买到车票，大量旅客被迫购买全程车票而在中途站上下车。而进入淡季后火车票往往不限售，此举被批实为变相恢复春运涨价制度。
另一方面，也存在部分长途车次始发终到站点票已售罄，但中途站点仍有余票的情况，此时会有旅客购买短途车票，上车后补票继续行程，即所谓“买短坐长”，且大量互联网“抢票软件”亦鼓励旅客采用此法购票。但在客流高峰期此类方法有可能造成列车严重超员，而高铁动车组列车对超员敏感，超员过多会使列车无法开车，而此时列车乘务人员会拒绝补票，将已到达票面所示车站而不下车欲“买短坐长”的旅客清下列车。针对此情况，2018年春运期间中国铁路总公司下发通知，严格限制高铁列车中途补票行为。自2019年5月5日起，动车组列车在超员严重时将不再提供车上延长补票办理，乘客只能在票面实际到达车站下车。若要补票必须出站补票，且将加收应补票价50%票款。

### 黄牛

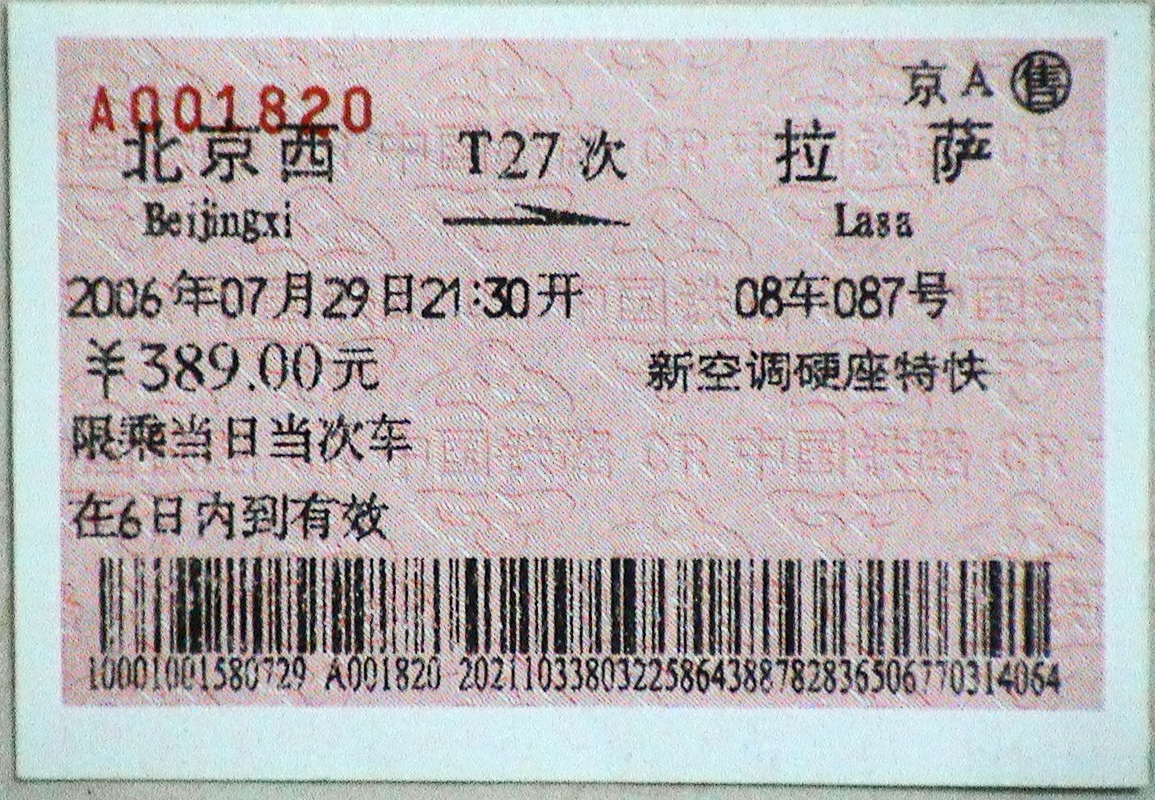
使用一维条码时期的T27次列车车票，未實名制

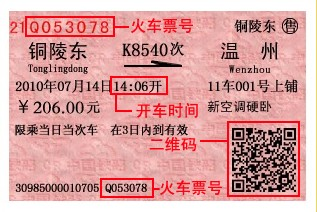
使用二维码的實名制車票样票

「黄牛」是人们对票贩子，即专门以加价销售已购车票，并以此获利的人的俗称。这些人的团体称为黄牛党。黄牛党一般通过特殊的社会关系或者通过雇用大量人员打电话、排队等方式，一次取得大量车票，并囤积居奇、加高价销售，加剧了春运的供求矛盾。除了有卖真票的黄牛，也有伪造车票销售的不法人员，他们往往通过涂改过期车票，自制车票等方式制假贩假。购到假车票的人士往往在检票时被检票人员发现，而影响行程，并造成损失。不少假车票经一般人士的仔细检查，也是可以发现的。由于黄牛行为近几年愈演愈烈，中国政府已经注意到这种行为，并明令打击。不过由于实际操作的难度以及传言的执法人员与黄牛党的勾结，黄牛行为并没有被有效遏止。本质上来说，如果不增加中国铁路客运的供应，而且也不上浮票价，就必然产生黄牛党行为，这个也是经济学的普遍规律。
铁路实名制购票及12306网站上线后，做黄牛的难度增大，大量传统黄牛党被迫改行。然而仍有少数黄牛依靠互联网，通过12306网站退票时间差等技术漏洞变身“高科技黄牛”。

### 安全
春运期间，人流密度较大，盗窃、抢劫及诈骗等犯罪行为也相对平时多，也是群死群伤事故的多发期。对于旅客携带的物品，检查往往较平时更严格，严禁携带易燃易爆及其他危险品上车、登机。在运输安全方面，一般认为，铁路运输是较安全的方式，但不少列车都超载。而公路运输方面，不少客运企业为了在春运挣更多的钱，往往采取多拉快跑、长时间作业的方式，这样司机往往在工作时处于疲惫状态，容易发生车祸。此外，还有的车超额载客，形成交通隐患。因此，政府在近几年也开始着力整治春运期间的疲劳驾驶及超载等问题。在相当一段长的时间内，为了防止空难，中国政府禁止春运期间执行红眼航班。2019年春运，中国民航局在春运期间允许国内十个大型机场通宵运行，运营国内航线红眼航班，以应对可能出现的旅客出行高峰。此外，若出现天气恶劣等情况，有可能会导致大规模旅客滞留，导致严重安全隐患。2008年春运正值南方雨雪冰冻天气，铁路公路大规模中断运行，广州火车站一度滞留上百万旅客。

### 公平性
2012年春运是互联网购票方式全面启动后的首次春运。由于当时互联网售票与电话售票方式的预售期为发车前12天，而代售点的预售期为发车前10天，因此，在春运中占很大比重无法使用网络购票的农民工群体更难买到火车票。以往“先到先得”的购票方式受到了挑战。对此铁道部门的回应是“尽量照顾”。铁道部后来针对学校、企业和农民工团体推出了团体订票服务。

### 运输纠纷
春运期间运输压力较大，晚点等情况时有发生。飞机延误，按照一般程序，需要通知旅客，并给出相应的解决方案，甚至赔偿。但火车方面，在2005年及以前的春运，并没有相应规定。2006年春运，将按照2005年9月中华人民共和国铁道部发布了《旅客列车晚点通报》的制度的规定，要求列车晚点半个小时以上，车站和列车都要向旅客通报晚点的原因和情况，同时要向旅客道歉。

## 购票方式

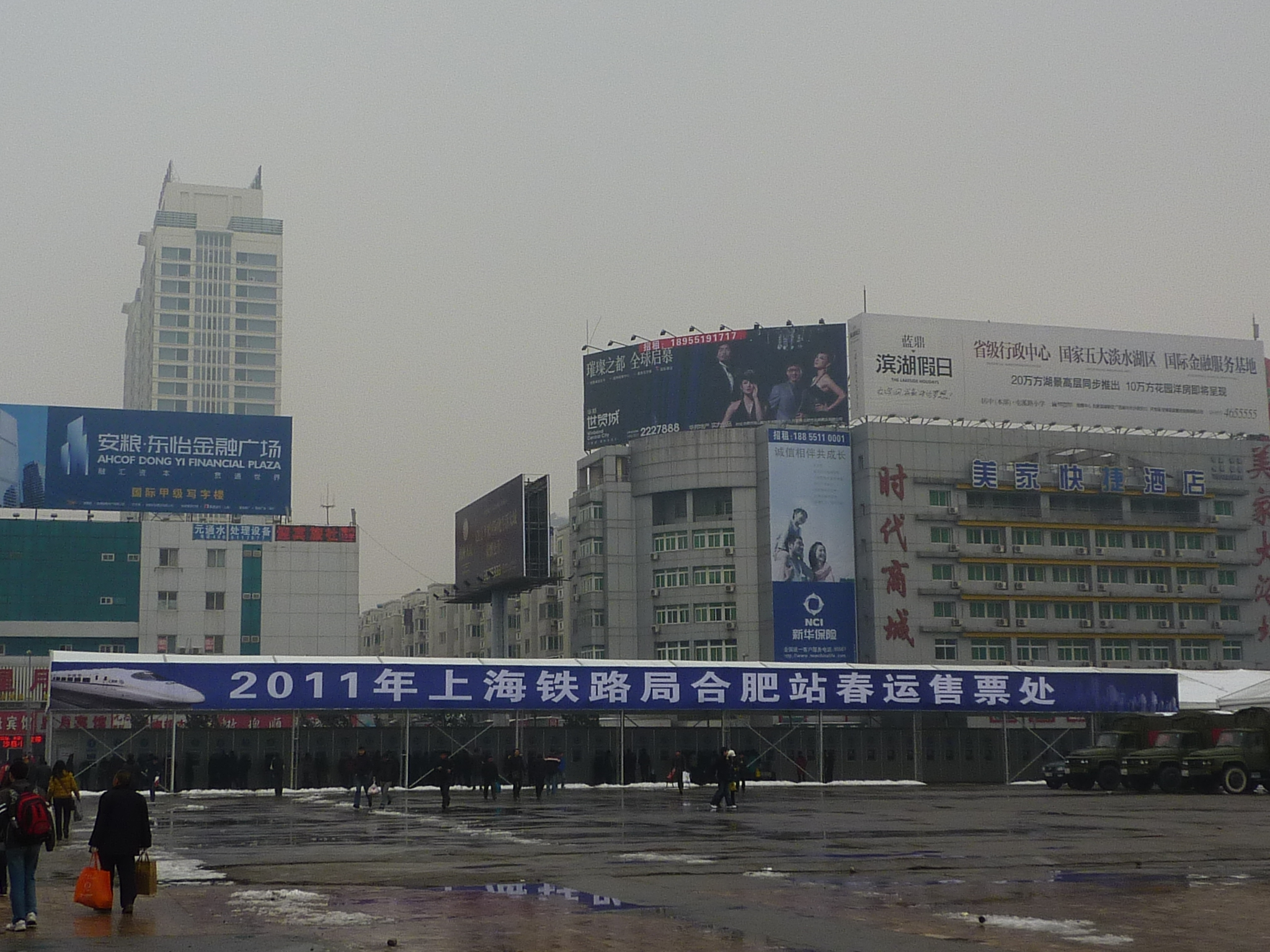
2011年春运时期的合肥站臨時售票专区

春运期间通常的购票方式继续实施，但铁路的订票方式变化较大。多数地区都采取提前预订的方式，但各地的具体方案有所差异。铁路部门特别针对高校采取校园预售学生票的方式，并针对劳动力较集中的工厂、公司采取集体订票的方式。其他人一般通过电话及网络等方式订票，火车站售票窗口只预留较少车票。春运期间可预订的票的未来搭乘日期的限制也比通常要长。如在珠三角地区，火车票由原来的预定四天内改为预定十天内。虽然电话订票可以免去排队的劳顿之苦，但是订票电话启用的线路远不能满足订票要求。例如，在2005年春运，深圳地区最高峰时，拨打订票电话的旅客每小时超过200万人次，而广州地区，2月1日春运最高峰时更是达到1991万人次。从2005年1月16日到2005年2月7日，深圳地区旅客通过电话订票成功订到火车票46.5万张，日均电话订票达3.1万张，82％的旅客是通过电话订票取得火车票的。也就是说，仅仅按数字计算，春运其中23天所有从深圳出发的可以电话预定的火车票，在电话订票最高峰期仅需要不到14分钟即被订光。春运售票还采取过在指定地点集中售票的方式，不过这给附近的交通及安全造成了极大困扰，并且也不能满足订票要求，因此目前采取这种方式售票的地方也越来越少。
2010年春运期间，中国开始在部分地区实施火车票实名制。
2012年春运期间，中国大陆铁道部开通专用网站供旅客在线订票，由于瞬间访问量过大，网站服务器几度瘫痪。一些“抢票软件”及拥有类似刷票功能的浏览器的出现，更是加剧了这一现象，使得通过正常方式购票的旅客很难购票。而铁道部门对此也加大了惩处力度，并要求相关网络公司停止开发此类软件，但并无强制性法规针对抢票软件进行处罚，且自2017年春运开始，大部分抢票软件都增加了加价抢票功能，使用企业级宽带及毫秒级刷新次数进行高速抢票，实质就是变相黄牛，而铁路总公司从未对此进行查处。此举极大增加了网络购票难度，例如2018年春运节前贵广客运专线由于渝贵铁路通车时间不定造成车次减少一半，广州南去往贵阳北方向车票在13点整12306网站上刚一刷新便被“秒抢”，所有车次所有席位均无票，通过手动刷票完全不可能抢到车票，这种情况即为付费加价抢票软件造成。
此外，由于网络在线订票操作较为复杂，对于那些较少接触计算机和互联网的旅客来说，网络订票就变得不现实。然而由于智能手机和移动支付至今在中国大陆已完全普及，网络订票和支付已非常便捷，大多数旅客均使用电脑或手机客户端网络订票，到火车站窗口买票的旅客已大为减少，因此在网上买票的难度也日益增加，春运热门线路几乎都需要借助抢票软件才能购得车票，不过免去了车站排队之苦。

### 曲線回家
曲线回家是指在客运需求高峰时，无法购买到直达目的地的票，而通过购买另一个地方的票中转回家。这样不仅能顺利购买到票，有时还能节省不少的开支。但如果中转地在国外可能需要申请过境签证并可能因此产生不少的费用。
曲线回家是2012年春运兴起的词汇，因为火车票实名制购票，导致大量的人需要网上购票，而网络购票网站时常提供替代的飞机回家方案，或者能够查询到大量的中转方案，从而使得曲线回家兴起。实际上至少在2008年即有经第三地空铁联运返乡的报道。

#### 媒体报道的替代方案
1. 北京—昆明，火车票售空的情况下，飞机票2000多元人民幣（以下同），并且无票，一位白领借道曼谷回家，并顺利的买到两段的飞机票，总价格也就2000元。而且无需申请泰国过境签证。[46]
2. 上海—广州，先飞香港，后坐火车或汽车回广州。但飞香港需要港澳通行证所以可以先飞深圳。[47]
3. 北京—长沙，直达火车票售空，先坐D133至郑州，再坐K973卧铺到武昌，再坐高铁到长沙。[48]
4. 天津—新疆伊宁，需五张车票，2012年1月13日10：45 C2212次天津—北京南，1月14日13：00 D4535次北京南—石家庄，1月14日17：02 Z55石家庄北—兰州，1月15日16：00 T295兰州—乌鲁木齐，1月17日22：54 K9789次乌鲁木齐-伊宁。[48]
5. 深圳—长春，飞机只有头等舱4000多元的机票，深圳坐船到香港机场，香港飞上海，上海飞长春，共花费约2000元，中途可在上海小逛一会。（因需要港澳通行证不推荐该方案）[48]

## 统计数据
此表从1994年开始记录，并不代表春运始于1994年。
| 年份   | 春运起止日      | 总客运量 （亿人次） | 铁路客流量 （亿人次） | 公路客流量 （亿人次） | 水运客流量 （万人次） | 民航客流量 （万人次） |
| ------ | --------------- | ------------------- | --------------------- | --------------------- | --------------------- | --------------------- |
| 1994年 | 1月26日─3月6日  | 12.2                |                       |                       |                       |                       |
| 1995年 | 1月11日─3月1日  | 14.28               |                       |                       |                       |                       |
| 1996年 | 1月30日─3月19日 | 16.2                |                       |                       |                       |                       |
| 1997年 | 1月18日─3月8日  | 17.4                |                       |                       |                       |                       |
| 1998年 | 1月13日─2月21日 | 18.2                |                       |                       |                       |                       |
| 1999年 | 2月1日─3月12日  | 14.4                |                       |                       |                       |                       |
| 2000年 | 1月21日─2月29日 | 16.16               |                       |                       |                       |                       |
| 2001年 | 1月9日─2月17日  | 16.6                |                       |                       |                       |                       |
| 2002年 | 1月28日─3月8日  | 17.4                | 1.3                   | 15.86                 | 2430                  | 725                   |
| 2003年 | 1月17日─2月25日 | 18.19               | 1.3                   | 16.56                 | 2400                  | 870                   |
| 2004年 | 1月7日─2月15日  | 18.9                | 1.37                  | 17.17                 | 2600                  | 1050                  |
| 2005年 | 1月25日─3月5日  | 19.5                | 1.4                   | 17.7                  | 2760                  | 1248                  |
| 2006年 | 1月14日─2月22日 | 20.42               | 1.49                  | 18.77                 | 2800                  | 1760                  |
| 2007年 | 2月3日─3月14日  | 22.55               | 1.56                  | 20.5                  | 2850                  | 2000                  |
| 2008年 | 1月24日─3月2日  | 22.63               | 1.96                  | 20.17                 | 2878                  | 2100                  |
| 2009年 | 1月11日─2月19日 | 23.59               | 1.92                  | 21.1                  | 3089                  | 2572                  |
| 2010年 | 1月30日─3月10日 | 25.57               | 2.04                  | 22.9                  | 3357                  | 2902                  |
| 2011年 | 1月19日─2月27日 | 28.61               | 2.21                  | 25.73                 | 3500                  | 3220                  |
| 2012年 | 1月8日─2月16日  | 31.10               | 2.21                  | 28.47                 | 4245.1                | 3374                  |
| 2013年 | 1月26日─3月6日  | 34                  | 2.4                   | 31                    | 4308                  | 3810                  |
| 2014年 | 1月16日─2月24日 | 36.14               | 2.67                  | 32.6                  | 4344.8                | 4407                  |
| 2015年 | 2月4日─3月16日  | 28.09               | 2.95                  | 24.22                 | 4284                  | 4914                  |
| 2016年 | 1月24日─3月3日  | 29.1                | 3.26                  | 24.95                 | 4260                  | 5140                  |
| 2017年 | 1月13日─2月21日 | 29.8                | 3.57                  | 25.2                  | 4397.6                | 5854.8                |
| 2018年 | 2月1日─3月12日  | 29.7                | 3.82                  | 24.8                  | 4322                  | 6541                  |
| 2019年 | 1月21日─3月1日  | 29.8                | 4.07                  | 24.6                  | 4076.9                | 7288.2                |
| 2020年 | 1月10日─2月18日 | 14.76               | 2.1                   | 12.11                 | 1689.1                | 3839                  |
| 2021年 | 1月28日─3月8日  | 8.7                 | 2.2                   | 6                     | 1533.8                | 3536.8                |
| 2022年 | 1月17日─2月25日 | 10.6                | 2.53                  | 7.5                   | 1282                  | 3982                  |
| 2023年 | 1月7日─2月15日  | 15.95               | 3.48                  | 11.69                 | 2245.2                | 5521.4                |
| 2024年 | 1月26日─3月5日  | 17.07               | 4.84                  | 11.1                  | 2905.2                | 8345                  |
| 2025年 | 1月14日-2月22日 | 18.4391             | 5.01                  | 12.2078               | 3121                  | 9020                  |

## 媒体关注
每年春运期间，中国大陆各地都会有许多新闻媒体（报纸、电视台等）的记者在各个客运站点（火车站、汽车站、飞机场等）驻扎报道。中国中央电视台每年也会派出大量记者在全国各地报道春运实况。也有许多境外媒体关注中国大陆一年一度的春运。